# 诺拉特
诺拉特是德国莱茵兰-普法尔茨州的一个市镇。总面积3.30平方公里，总人口461人，其中男性226人，女性235人（2011年12月31日），人口密度140人/平方公里。